# Wouter van Oortmerssen
Wouter van Oortmerssen, conosciuto anche come Aardappel (...), è un programmatore olandese.
È conosciuto per di più nella programmazione videoludica, nonché come creatore di linguaggi di programmazione. È laureato in linguistica computazionale dall'Università di Amsterdam e PhD in informatica dall'Università di Southampton.
Attualmente è professore e insegna ingegneria del software al Guildhall della Southern Methodist University.
Nel campo videoludico ha lavorato nella creazione di Far Cry ed è inoltre il creatore dei motori grafici open source Cube e Sauerbraten. Van Oortmerssen ha inoltre creato PanQuake e Fisheye Quake basati entrambi sul codice di Quake, e WadC, un linguaggio per la creazione di livelli per Doom.
Tra i suoi linguaggi di programmazione vi sono Amiga E e FALSE, che hanno contribuito nel campo dei linguaggi di programmazione esoterici (che hanno tra l'altro ispirato i famosi brainfuck e Befunge).
Wouter ama inoltre dare nomi strani ai linguaggi di programmazione che crea.